# Catenaccio
Catenaccio, italienska för låskolv, ett spelsystem inom fotbollen som slog igenom under 1960-talet. Spelsystemet revolutionerade fotbollen och utgör fortfarande grunden till moderna fotbollsystem.
Systemet bygger på ett disciplinerat försvarsspel, där spelare hjälper varandra på planen och därmed presterar bättre kollektivt än vad de kan individuellt. Genom att hålla bollen inom laget kunde man kontrollera spelet och minimera motståndarens tid med bollen enligt devisen "har motståndaren inte bollen kan han inte göra mål". Tidigare var "sparka långbollar och spring" samt man-mot-man-dueller dominerande i fotbollen. Den moderna offensiva försvararen och ytterbackar som följer med i anfallet sågs första gången i catenaccio. 
Helenio Herrera populariserade systemet genom Internazionales stora framgångar. Det kom senare att förknippas med det italienska fotbollslandslaget. 
Catenaccio har idag en starkt negativ mytbildning kring sig, till exempel att det var ett fegt och destruktivt spel, vilket inte stämmer med dagens ögon. 
Många av de förändringar som catenaccio införde krediteras felaktigt till den senare holländska totalfotbollen, som på många sätt kan ses som en vidareutveckling av catenaccio. 